# Sky Group
Sky Group Limited, Sky ou anciennement BSkyB désigne un opérateur de télévision par satellite britannique, diffusant des chaînes payantes axées principalement sur le sport et le cinéma. Il est créé en 1990, par la fusion des sociétés Sky Television et British Satellite Broadcasting, soit deux années avant son homologue français, le bouquet Canalsatellite. En 1998, BSkyB commercialise le bouquet numérique Sky Digital. BSkyB est également le créateur et producteur de certaines chaînes figurant dans son son bouquet. En 2005, BSkyB compte 11 659 000 abonnés. À partir de l'année 2018, le groupe Comcast prend le contrôle de Sky.

## Histoire

### 1982 - 1988: Sky Channel
Satellite Television est l’une des premières chaînes de télévision à être diffusée exclusivement par satellite, créée par Brian Hayes, ancien de la chaîne privée anglaise Thames Television. Lors de son démarrage, la chaîne ne dispose pas d’autorisation d’émettre sur le territoire britannique et elle propose essentiellement des programmes produits par la société néerlandaise John de Mol Productions.
En 1982, la société de Rupert Murdoch, News Corporation acquiert 80 % de la société Satellite Television et la rebaptise Sky Channel en 1984.

### 1989: Sky Television
Le 5 février 1989, le bouquet Sky Television est lancé comprenant quatre chaînes spécfiques, diffusées sur le satellite Astra positioné à 19,2° Est : Sky Channel, Sky News, Sky Movies et Eurosport, en complément des autres chaînes en clair alors disponibles sur le même satellite. Le 30 juillet 1989, la chaîne Sky Channel est renommée Sky One.
Provisoirement, ces 4 chaines sont diffusées en clair, le public intéressé devant simplement s'équiper pour la réception satellite individuelle.  
Sky television est le tout premier client du tout nouvel opérateur satellite luxembourgeois SES, avec le satellite ASTRA 1A.

### British Sky Broadcasting
En 1990, la chaine Sky Movies devient la première chaine payante par abonnement de Sky et donc son signal est crypté. Son cryptage, conçu par le groupe français Thomson, est de type VideoCrypt et son abonnement nécessite un décodeur compatible et une carte à microprocesseur.
Mais en 1990 Sky Television est lourdement endettée, tout comme son concurrent direct British Satellite Broadcasting (BSB), dont la situation financière est pire encore et frôle la banqueroute, en novembre de la même année.
Les deux concurrents se livrent une bataille acharnée pour séduire les clients avec des programmes exclusifs et proposent des aides ou promotions pour acquérir le matériel de réception satellite.
L'acquisition des droits de diffusion des programmes ainsi que les coûts de retransmission par satellite sont élevés et les recettes publicitaires ne suffisent pas à renflouer les caisses.
Les deux groupes fusionnent le 2 novembre pour devenir British Sky Broadcasting (BSkyB).
À partir d'avril 1991, le bouquet se compose des cinq chaines Sky One, Sky News, Sky Movies, The movie channel et The sports channel, lesquelles sont diffusées à l'identique à la fois sur Astra et sur Marco Polo, afin que tous les abonnés migrent sur Astra. Eurosport vient s'ajouter untérieurement sur Astra 1B dès que la capacité de diffusion le permet. Plusieurs nouvelles chaines s'ajoutent à l'offre, au fil des années, parmi lesquelles Sky Sports, Discovery, Nickelodeon...
Après l'abandon du satellite Marco Polo, le groupe se désendette en revendant les satellites Marcopolo II en juillet 1992 au norvégien Telenor et Marcopolo I en décembre 1993 au suédois NSAB. British Satellite Broadcasting disposerait alors de meilleurs contrats publicitaires, ce qui permet au groupe et aux chaines de Sky en particulier, d’optimiser le chiffre d’affaires.

### Lancement de Sky Digital
En 1998, Sky lance son offre numérique Sky Digital sur la nouvelle position orbitale Astra 2 à 28,2° Est, spécifiquement dédiée et centrée sur les pays britanniques, notamment pour des contraintes de droits de diffusion.
Depuis sa fusion avec Pathé en juin 1999, le groupe français Vivendi détient déjà 17 % du capital de BSkyB et en novembre 1999, il annonce porter sa participation à 24,5 %. Le gouvernement britannique choisit de saisir la Commission britannique de la concurrence au sujet de ce rachat, invoquant une atteinte à l'intérêt public et à la concurrence. Toutefois le 18 avril 2000, la Commission britannique de la concurrence autorise la prise de participation de Vivendi. En Octobre 2000, la Commission européenne impose pourtant la cession de la participation de Vivendi dans BSkyB, comme préalable à la fusion entre Vivendi et Seagram. Dès lors, Vivendi annonce qu'il cède les 22,7 % qui lui reste du capital de BSkyB. 
En 2013, BSkyB gagne son procès contre Microsoft pour utilisation abusive de sa marque déposée Sky.
En juillet 2014, BSkyB l'annonce l'acquisition de Sky Deutschland et de Sky Italia, respectivement détenue à 57 % et à 100 % par 21st Century Fox, pour 9 milliards de dollars.
En décembre 2014, BSkyB vend sa participation dans Sky Bet, sa filiale de paris, au fonds d'investissement CVC Capital Partners, pour 600 millions de livres, ne gardant qu'une participation de 20 %.
En janvier 2015, BSkyB annonce détenir 95 % de Sky Deutschland.

### 2017 - 2018: tentative d'achat par 21st Century Fox, puis Disney et vente à Comcast
Selon une analyse du New York Times, le rachat du groupe Sky par Disney aurait des conséquences surtout si le rachat entamé par Rupert Murdoch de l'intégralité du groupe Sky est validé par les régulateurs. Cette montée à 100 % du groupe Sky formerait un groupe ayant plus de revenu et de contenu que les concurrents européens réunis RTL, Mediaset, ITV, ProSiebenSat.1 et Vivendi.
Le 20 février 2018, 21st Century Fox prévoit 10 années d'investissements dans Sky News pour rassurer l'Ofcom britannique dans le cadre de son rachat de la totalité de Sky et de son rachat par Disney.
En février 2018, Comcast annonce lancer une offre d'acquisition sur 31 milliards de dollars sur Sky, en compétition avec l'offre de 21st Century Fox et celle de Disney sur la Fox. Le 15 mars 2018, Sky annonce un accord de confidentialité avec 21st Century Fox et Walt Disney Company dans le cadre des procédures britanniques d’acquisition. Le 3 avril 2018, Disney propose d'acheter Sky News dans le cadre du rachat de Sky par la 21st Century Fox de Rupert Murdoch même en cas d'échec du rachat de la 21st Century Fox par Disney,,. Le 12 avril 2018, la commission britannique sur les fusions et acquisitions impose à Disney d'acheter l'intégralité de Sky si l'achat de 21st Century Fox est validé par les autorités américaines,,. Le 25 avril 2018, Comcast fait une offre de 30 milliards d'USD pour acheter Sky alors que Disney n'a pas finalisé l'acquisition d'une majorité de la 21st Century Fox détenant 39 % de Sky, forçant le duo Disney-Fox à faire une contre-offre,. Le 27 avril 2018, Disney pourrait prendre JPMorgan pour le conseiller dans l'achat de Sky. Le 5 juin 2018, le régulateur britannique ouvre la voie à une guerre d'enchères pour l'achat de Sky par Comcast ou Disney. 19 juin 2018, Disney garantit des investissements dans Sky News pour 15 ans en cas de rachat de Sky pour satisfaire l'ofcom,,.
Le 11 juillet 2018, Comcast annonce l'augmentation de son offre d'acquisition sur Sky à 34 milliards de dollars, après que la Fox a relevé son offre. Le 13 juillet 2018, l'agence britannique des acquisitions demande à Disney de faire une contre-offre avec une valeur plancher de 14 £, en dessous des 14,75 £ proposé par Comcast, sous un délai de 28 jours,,, soit plus de 32,5 milliards d'USD. Le 3 août 2018, l'agence britannique des fusions et acquisitions confirme, après des demandes réexamens, sa décision du 13 juillet d'une enchère minimale de 14 £ par action pour l'achat de Sky. Le 23 septembre 2018, Comcast remporte l'enchère sur Sky avec une offre à 17,28£ par action totalisant 39 milliards d'USD contre Disney-Fox avec 15,67 £ par action,, toutefois cette perte pour Disney d'un acteur européen majeur de la télévision payante est salué en bourse le lendemain par une augmentation de 2 % tandis que Comcast chute de 6%,. Les analystes dont Todd Juenger de Bernstein saluent le retrait de Disney dans cette course aux enchères avec Comcast pour 21st Century Fox puis Sky car l'intérêt d'un opérateur de télévision payante, directe et satellitaire même majeur à l'échelle européenne s'accorde mal avec la stratégie de Disney accès sur la vidéo à la demande en service par contournement. Le 26 septembre 2018, Disney et 21st Century Fox acceptent de vendre la participation de 39 % dans Sky à Comcast, pour 15 milliards d'USD,,.
Le 18 octobre 2018, Sky prévient Disney et Discovery des effets du Brexit nécessitant de nouvelles licences de diffusion pour le Royaume-Uni. Le 5 novembre 2018, Sky désormais sorti du FTSE 100, informe avoir des discussions tendues avec Disney pour négocier les contrats de diffusion qui expirent en 2020 dont ceux de la Fox.

### Droits sur le football
L’achat des droits de diffusion des événements sportifs clés, en particulier ceux des championnats de football, a assuré le succès de BSkyB. La société a payé 300 millions de livres sterling pour les droits de retransmission du championnat d'Angleterre de football en 1992 en enchérissant sur BBC et ITV et obtient ainsi le monopole de la retransmission des matchs en direct. Murdoch décrit le sport comme le « bélier » de la télévision payante, lui garantissant une base de clientèle assurée.
Cependant, à la suite d'un long combat judiciaire engagé par la Commission européenne qui considère l’exclusivité des droits de diffusion comme une barrière à la concurrence, le monopole de BSkyB prend fin avec la saison 2007/2008. En mai 2006, la chaine irlandaise Setanta Sports obtient deux des six ensembles que la ligue britannique de football offre aux diffuseurs, Sky récupère le reste pour la somme de 1,3 milliard de livres sterling.

## Technologie

### Diffusion satellitaire
BSkyB ne possède pas de satellite en propre depuis la vente des satellites Marco Polo comme on l’a vu plus haut. Elle utilise les services de SES S.A et Eutelsat (Eurobird 1).
Le réseau satellitaire Astra commence en 1989 avec le lancement d’Astra 1 A. Avec le lancement de plusieurs autres satellites à partir de 1991, BSkyB est capable d’étendre son offre de service (Les satellites Astra étant co-positionnés, leurs signaux peuvent être reçu avec une seule antenne parabolique fixe mono-tête.).
Le lancement, en 1997, du premier satellite de la série Astra 2 avec une position orbitale de 28,2°, ainsi que le lancement d’Eurobird 1 à 28,5°, a permis à BSkyB d’introduire un nouveau service tout-numérique, Sky Digital qui peut offrir quelques centaines de chaines de télévision et de radio.
Aujourd'hui, c'est le seul véritable moyen de capter les programmes de la télévision britannique publique et privée loin des côtes du Pas-de-Calais.

### Vidéo à la demande
Le 2 janvier 2007, Sky annonce le lancement d’un service de vidéo à la demande qui sera accessible aux deux millions d’utilisateurs de Sky+ qui disposent d’un disque dur avec assez d’espace disponible.

## Organisation

### Filiales
- British Sky Broadcasting Ltd. est la compagnie qui commercialise le bouquet Sky TV
- Sky Television Ltd. est la compagnie holding
- Sports Internet Group Ltd. diffuse des contenus sportifs sur Internet
- British Interactive Holdings Ltd. offre des services interactifs sur télévision
- Sky News
- Sky Sports
- Sky Italia
- Sky Deutschland
  - Sky Switzerland

### Co-détenus
- Nickelodeon UK (50 % puis 40%, revendus à Paramount Global en 2022)
- History (UK) (50 %)
- Comedy Central (UK) (25 %)
- Sky News Australia (33,3 %, via Australian News Channel (en), revendus à News Corp Australia en 2016)
- MUTV Limited (33,3 %, revendus en 2013 au club)
- Music Choice Europe plc (38,8 %)
- Sky Sports Racing (50 %)